# Westerzij
Westerzij is een buurtduiding in de gemeenten Heiloo en Castricum in de provincie Noord-Holland.
Westerzij is gelegen tussen de dorpen Heiloo en Limmen. Het wordt soms ook nog weleens geduid als een echte woonplaats, als een buurtschap, tot in de twintigste eeuw was het ook een echte woonplaats. Echter door de uitgebreide bewoning van Limmen aan de kant van Limmen wordt de plaats niet meer als één gezien. In het gedeelte van Heiloo is er een appartementencomplex neergelegd, met de naam De Woonheuvel Westerzij. 
Westerzij komt in 1639 voor als Wester wech en 1745 als De Wester Zijde. De oudste plaatsnaam verwijst naar het feit dat dit de westelijke weg was tussen Heiloo en Limmen, dit nu ook nog terug te vinden in de West-Friese benaming voor de plaats, Westerwei. De huidige is dan weer afgeleid van de naam in 1745.
Er is ook een oostelijke weg tussen Heiloo en Limmen, deze wordt geduid als de buurtschap Oosterzij. Tussen Westerzij en Oosterzij zijn de drie andere buurtschappen van de gemeente Heiloo gelegen, Bollendorp, Kapel en Kaandorp.